# Jurski svijet: Preporod
Jurski svijet: Preporod (eng. Jurassic World Rebirth) američki je znanstvenofantastični triler iz 2025. godine u režiji Garetha Edwardsa, a scenarij je napisao David Koepp. Kao samostalni nastavak filma „Jurski svijet: Carstvo” (2022.), četvrti je film iz serije „Jurski svijet” i sedmi dio franšize „Jurski park”. U filmu glume Scarlett Johansson, Mahershala Ali, Jonathan Bailey, Rupert Friend, Manuel Garcia-Rulfo i Ed Skrein.
Rad na filmu započeo je ubrzo nakon izlaska filma „Jurski svijet: Carstvo”, kada je izvršni producent Steven Spielberg angažirao Koeppa da mu pomogne u razvoju novog dijela serijala. Koepp je prethodno suautor originalnog filma „Jurski park” (1993.) i napisao njegov nastavak, Izgubljeni svijet: Jurski park (1997.). Razvoj filma „Jurski svijet - Preporod” prvi put je objavljen u siječnju 2024. Edwards je angažiran kao redatelj mjesec dana kasnije, a izbor glumaca započeo je ubrzo nakon toga. Glavno snimanje odvijalo se na Tajlandu, Malti i Ujedinjenom Kraljevstvu od lipnja do rujna 2024.
Film „Jurski svijet - Preporod” premijerno je prikazan 17. lipnja 2025. u Odeon Luxe Leicester Squareu u Londonu, a u Sjedinjenim Državama i Kanadi premijerno je prikazan u kinima Universal Picturesa 2. srpnja. Film je dobio različite kritike kritičara, a neki su ga smatrali poboljšanjem u odnosu na prethodne filmove. Zaradio je do sada preko 322 milijuna dolara diljem svijeta uz budžet od 180 milijuna dolara, što ga čini desetim filmom s najvećom zaradom 2025. godine.

## Radnja
Godine 2010. InGen razvija mutirane dinosaure na otoku Ile Saint-Hubert. Deformirani tiranosar Distortus rex bježi i primorava osoblje na napuštanje otoka.
Godine 2027. klimatske promjene prisiljavaju dinosaure na život oko ekvatora. Farmaceutska tvrtka „ParkerGenix” šalje tim predvođen Zorom Bennett i paleontologom Dr. Henryjem Loomisom da prikupe uzorke biomaterijala s otoka - potrebni su za novi lijek protiv srčanih bolesti.
Tim uspješno prikuplja uzorke od Mosasaurusa, Titanosaurusa i Quetzalcoatlusa, ali tijekom misije gine nekoliko članova tima. Istovremeno, obitelj Delgado također se bori za preživljavanje na otoku.
Prilikom evakuacije helikopterom, mutanti raptor/pterosaur hibridi Mutadoni napadaju grupu. Distortus rex uništava helikopter i proždire Martina Krebsa koji je pokušao ukrasti uzorke. Preživjeli bježe brodom kroz podzemni tunel.
Na kraju, Zora i Henry dogovaraju se, da će novi lijek učiniti dostupnim svima bez patenta.

## Uloge
- Scarlett Johansson kao Zora Bennett
- Mahershala Ali kao Duncan Kincaid
- Jonathan Bailey kao Dr. Henry Loomis
- Rupert Friend kao Martin Krebs
- Manuel Garcia-Rulfo kao Reuben Delgado
- Luna Blaise kao Teresa Delgado